# Jogos Pan-Americanos
Os Jogos Pan-Americanos (também conhecidos coloquialmente como Pan) são um importante evento multiesportivo para atletas de nações do continente americano, celebrado a cada quatro anos, no ano anterior aos Jogos Olímpicos de Verão.
A Organização Desportiva Pan-Americana (atual Panam Sports, antiga ODEPA) é o órgão que rege o movimento dos Jogos Pan-Americanos, cuja estrutura e ações são definidas pela Carta Olímpica. Nos Jogos, são disputados esportes incluídos no Programa Olímpico e outros não disputados em Olimpíadas.
A primeira edição do Pan foi realizada em Buenos Aires, capital da Argentina, em 1951, e a edição mais recente ocorre pela primeira vez em Santiago, no Chile, em 2023. Em 1990 realizou-se a única edição dos Jogos Pan-Americanos de Inverno ocorrida até hoje. Em 2021 ocorreu a primeira edição dos Jogos Pan-Americanos Júnior (Juvenis ou Juniores), focada em jovens atletas. Desde 2007, as cidades-sede são contratadas para administrar os Jogos Pan-Americanos e Parapan-Americanos, nos quais atletas com deficiências físicas competem entre si. Os Jogos Parapan-Americanos são realizados logo após os Jogos Pan-Americanos.

## História

### Primeiros jogos

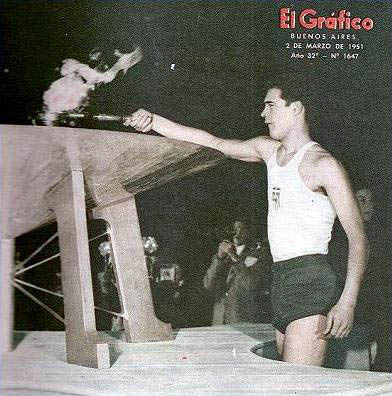
O atleta grego Aristeidis Roubanis acendeu a primeira pira pan-americana da história, em Buenos Aires, 1951.

Após a Olimpíada de 1932, inspirados pela realização dos Jogos Centro-Americanos e do Caribe, alguns membros latino-americanos do Comitê Olímpico Internacional propuseram uma espécie de "competição regional" entre as Américas, com o intuito de desenvolver o esporte na região. Com isso, foi-se disputado os Jogos Olímpicos Pan-Americanos de 1937, na cidade de Dallas, Estados Unidos.
Apesar da pouca divulgação à época, de ter ficado escondido em meio a exposição e de ter contado com baixa adesão dos atletas, a ideia acabou por concretizar o I Congresso Esportivo Pan-Americano, no ano de 1940, no qual ficara definido que os primeiros Jogos Pan-Americanos seriam realizados na capital da Argentina, dois anos mais tarde. Em virtude do ataque japonês a Pearl Harbour (Havaí), em dezembro de 1941, e da entrada dos Estados Unidos na Segunda Guerra Mundial, que durou de 1939 até 1945, eles não puderam ser disputados.
Encerrada a Segunda Guerra Mundial, após a Olimpíada de 1948, um novo congresso confirmou Buenos Aires como a primeira sede dos Jogos, que se realizariam no ano de 1951. A abertura desta edição ocorreu em 25 de fevereiro e contou com a participação de 2 513 atletas de 21 países, que disputaram provas em dezoito esportes. A Argentina, anfitriã, conquistou 47% das medalhas de ouro. Quatro anos mais tarde foi criada a Organização Desportiva Pan-americana, com sede na Cidade do México. Formada por 42 países do continente, a ODEPA (atual Panam Sports) passou a ser a responsável pela realização dos Jogos Pan-Americanos.

### Edições recentes
Enquanto os primeiros Jogos de 1951 organizaram 2 513 participantes representando 14 nações, os mais recentes Jogos Pan-Americanos, de 2019, envolveram 6 668 competidores de 41 países. Durante os jogos, a maioria dos atletas e oficiais fica alojada na vila dos Jogos Pan-Americanos. Esta aldeia destina-se a ser uma casa independente para todos os participantes. É complementada com lanchonetes, clínicas de saúde e locais para expressão religiosa.
A Panam Sports permite que nações que não atendem aos requisitos estritos de soberania política que outras organizações internacionais exigem, compitam mesmo assim. Como resultado, as colônias e dependências podem criar seus próprios Comitês Olímpicos Nacionais. Exemplos disso incluem territórios como Porto Rico e Bermudas, que competem como nações separadas, apesar de estarem legalmente sob a jurisdição de uma outra nação.

## Símbolos

### Tocha

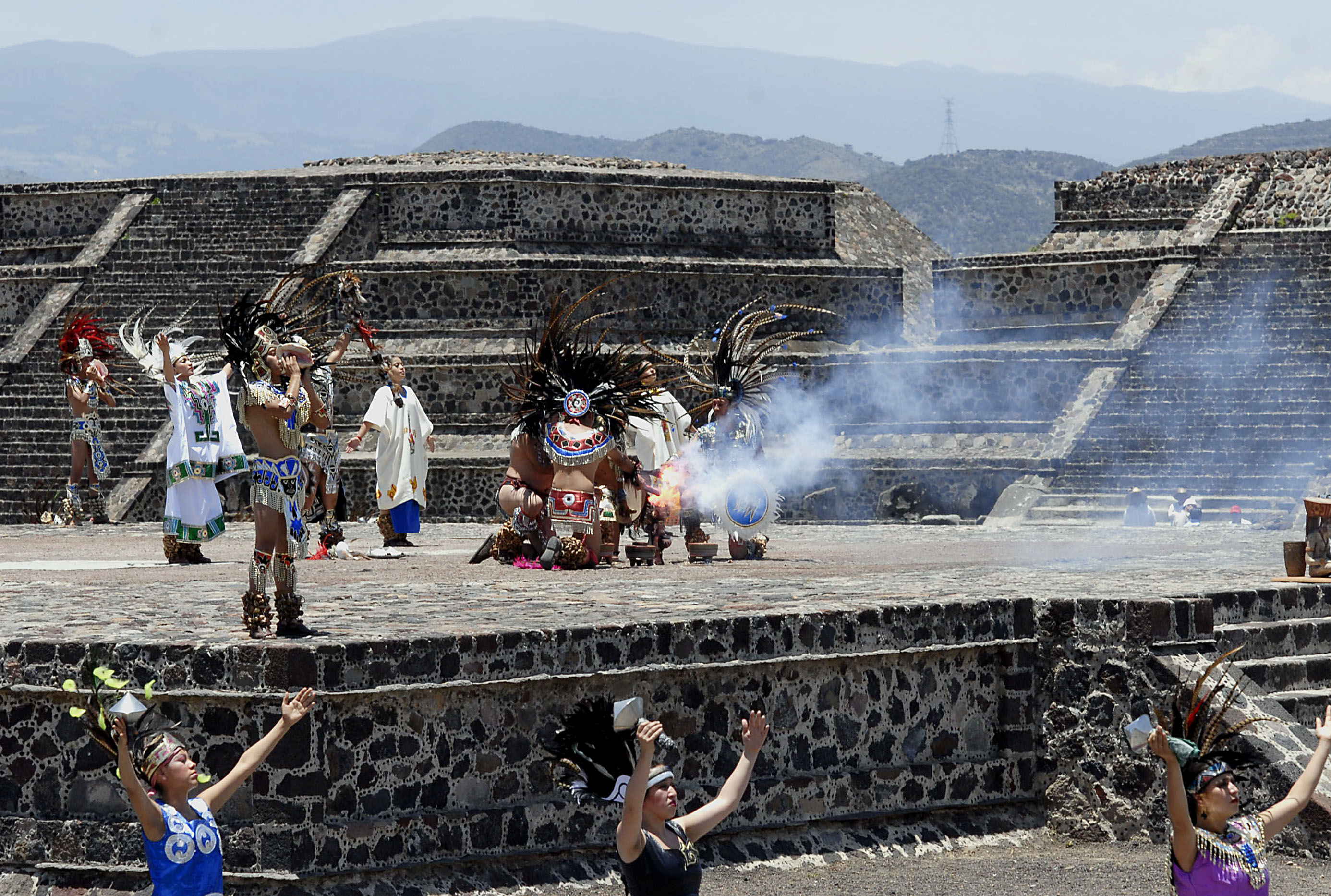
A tocha dos Jogos Pan-Americanos sendo acesa em Teotihuacan, 2007.

Desde os primeiros Jogos Pan-Americanos, a tocha é acesa como nos Jogos Olímpicos e nas demais competições continentais, como os Jogos Asiáticos e os Jogos Pan-Africanos. Na primeira edição, a tocha percorreu o caminho saindo de Olímpia, Grécia. Desde a edição posterior, passou a ser acesa pelo povo asteca, em templos antigos, exceto na edição de 1963, quando os índios carajás a acenderam em Brasília.

### Mascotes
Apesar da tocha ser acesa desde a primeira edição, a aparição das mascotes só se deu na edição de 1979, em San Juan, Porto Rico. Na ocasião, Coqui homenageou um tipo de sapo, comum no país. Na edição seguinte, o leão Santiaguito, a mascote de Caracas, Venezuela, simbolizou a força dos países americanos. Em 1987, o papagaio Amigo representou uma ave típica, comum em toda a América, inspirando fraternidade entre as nações. Em Havana - 1991, Tocopan, representou a ave nacional cubana, o tocororo. Já em 1995, Lobi, o leão-marinho simbolizou a cidade de Mar del Plata, na Argentina. Em Winnipeg, Canadá, usou-se de duas mascotes pela primeira vez, o Pato Pan-americano e a Lorita Pan-americana. Na edição posterior, em Santo Domingo, Tito, um peixe-boi, representou a consciência ecológica para as espécies em extinção e serviu de alerta aos povos da América. No Brasil, em 2007, o sol Cauê, nome escolhido em votação popular e que significa "homem bondoso", fez parte de uma lenda que mistura as raças e a história do Rio de Janeiro, a cidade-sede.

## Países participantes
Participam ou já participaram dos Jogos um total de 45 nações ou territórios do continente americano:
| - Antígua e Barbuda (1979–) - Antilhas Holandesas (1955–2011) - Argentina (1951–) - Aruba (1987–) - Bahamas (1955–) - Barbados (1963–) - Belize (1967–) - Bermudas (1959, 1967–) - Bolívia (1967–) - Brasil (1951–) - Canadá (1955–) - Chile (1951–) - Colômbia (1951–1955, 1967–) - Costa Rica (1951–1959, 1967–) - Cuba (1951–) | - Dominica (1995–) - El Salvador (1951–) - Equador (1951, 1959–) - Estados Unidos (1951–) - Granada (1987–) - Guadalupe (2003) - Guatemala (1951–2019) - Guiana (1959–) - Guiana Francesa (1951) - Haiti (1951–1959, 1971–) - Honduras (1975–) - Ilhas Caimã (1979–) - Ilhas Virgens Americanas (1967–) - Ilhas Virgens Britânicas (1983–) - Jamaica (1951–) | - Martinica (2003) - México (1951–) - Nicarágua (1951, 1959, 1967–1975, 1983–) - Panamá (1951–) - Paraguai (1951–1955, 1967–) - Peru (1951, 1959–) - Porto Rico (1955–) - República Dominicana (1955–1959, 1971–) - Santa Lúcia (1995–) - São Cristóvão e Neves (1995–) - São Vicente e Granadinas (1991–) - Suriname (1971–) - Trinidad e Tobago (1951–1955, 1963–) - Uruguai (1951–) - Venezuela (1951–) |

## Edições
| Ano  | Jogos | Sede             | Sede                 | Período                       | Estatísticas | Estatísticas | Estatísticas | Estatísticas     |
| Ano  | Jogos | Cidade           | País                 | Período                       | Atletas      | Países       | Esportes     | Maior medalhista |
| ---- | ----- | ---------------- | -------------------- | ----------------------------- | ------------ | ------------ | ------------ | ---------------- |
| 1951 | I     | Buenos Aires     | Argentina            | 25 de fevereiro – 9 de março  | 2 513        | 21           | 18           | Argentina        |
| 1955 | II    | Cidade do México | México               | 12 de março – 26 de março     | 2 583        | 22           | 17           | Estados Unidos   |
| 1959 | III   | Chicago          | Estados Unidos       | 27 de agosto – 7 de setembro  | 2 263        | 25           | 18           | Estados Unidos   |
| 1963 | IV    | São Paulo        | Brasil               | 20 de abril – 5 de maio       | 1 665        | 22           | 19           | Estados Unidos   |
| 1967 | V     | Winnipeg         | Canadá               | 23 de julho – 6 de agosto     | 2 361        | 29           | 18           | Estados Unidos   |
| 1971 | VI    | Cáli             | Colômbia             | 30 de julho – 13 de agosto    | 2 935        | 32           | 18           | Estados Unidos   |
| 1975 | VII   | Cidade do México | México               | 12 de outubro – 26 de outubro | 3 146        | 33           | 18           | Estados Unidos   |
| 1979 | VIII  | San Juan         | Porto Rico           | 1 de julho – 15 de julho      | 3 700        | 34           | 22           | Estados Unidos   |
| 1983 | IX    | Caracas          | Venezuela            | 14 de agosto – 29 de agosto   | 3 426        | 36           | 23           | Estados Unidos   |
| 1987 | X     | Indianápolis     | Estados Unidos       | 8 de agosto – 23 de agosto    | 4 453        | 38           | 30           | Estados Unidos   |
| 1991 | XI    | Havana           | Cuba                 | 2 de agosto – 18 de agosto    | 4 519        | 39           | 33           | Cuba[a]          |
| 1995 | XII   | Mar del Plata    | Argentina            | 12 de março – 26 de março     | 5 144        | 42           | 34           | Estados Unidos   |
| 1999 | XIII  | Winnipeg         | Canadá               | 23 de julho – 8 de agosto     | 5 083        | 42           | 35           | Estados Unidos   |
| 2003 | XIV   | Santo Domingo    | República Dominicana | 1 de agosto – 17 de agosto    | 5 223        | 42           | 35           | Estados Unidos   |
| 2007 | XV    | Rio de Janeiro   | Brasil               | 13 de julho – 29 de julho     | 5 633        | 42           | 34           | Estados Unidos   |
| 2011 | XVI   | Guadalajara      | México               | 14 de outubro – 30 de outubro | 5 996        | 42           | 36           | Estados Unidos   |
| 2015 | XVII  | Toronto          | Canadá               | 10 de julho – 26 de julho     | 6 132        | 41           | 36           | Estados Unidos   |
| 2019 | XVIII | Lima             | Peru                 | 26 de julho – 11 de agosto    | 6 668        | 41           | 38           | Estados Unidos   |
| 2023 | XIX   | Santiago         | Chile                | 20 de outubro – 5 de novembro | 6 909        | 40           | 39           | Estados Unidos   |
| 2027 | XX    | Lima             | Peru                 | 16 de julho – 1.° de agosto   |              | 41           | 36           |                  |

- a.^  Cuba conquistou dez medalhas de ouro a mais que o segundo colocado, os Estados Unidos, mas conquistou 87 medalhas a menos no total.

## Modalidades
Já foram ou são disputadas quarenta e oito modalidades:
| Modalidade            | 1951 | 1955 | 1959 | 1963 | 1967 | 1971 | 1975 | 1979 | 1983 | 1987 | 1991 | 1995 | 1999 | 2003 | 2007 | 2011 | 2015 | 2019 | 2023 | 2027 |
| --------------------- | ---- | ---- | ---- | ---- | ---- | ---- | ---- | ---- | ---- | ---- | ---- | ---- | ---- | ---- | ---- | ---- | ---- | ---- | ---- | ---- |
| Atletismo             | •    | •    | •    | •    | •    | •    | •    | •    | •    | •    | •    | •    | •    | •    | •    | •    | •    | •    | •    | •    |
| Badminton             |      |      |      |      |      |      |      |      |      |      |      | •    | •    | •    | •    | •    | •    | •    | •    | •    |
| Basquetebol           | •    | •    | •    | •    | •    | •    | •    | •    | •    | •    | •    | •    | •    | •    | •    | •    | •    | •    | •    |      |
| Basquetebol 3x3       |      |      |      |      |      |      |      |      |      |      |      |      |      |      |      |      |      | •    | •    |      |
| Beisebol              | •    | •    | •    | •    | •    | •    | •    | •    | •    | •    | •    | •    | •    | •    | •    | •    | •    | •    | •    | •    |
| Breaking              |      |      |      |      |      |      |      |      |      |      |      |      |      |      |      |      |      |      | •    |      |
| Boliche               |      |      |      |      |      |      |      |      |      |      | •    | •    | •    | •    | •    | •    | •    | •    | •    | •    |
| Boxe                  | •    | •    | •    | •    | •    | •    | •    | •    | •    | •    | •    | •    | •    | •    | •    | •    | •    | •    | •    | •    |
| Canoagem              |      |      |      |      |      |      |      |      |      | •    | •    | •    | •    | •    | •    | •    | •    | •    | •    | •    |
| Caratê                |      |      |      |      |      |      |      |      |      |      |      | •    | •    | •    | •    | •    | •    | •    | •    | •    |
| Ciclismo              | •    | •    | •    | •    | •    | •    | •    | •    | •    | •    | •    | •    | •    | •    | •    | •    | •    | •    | •    | •    |
| Escalada esportiva    |      |      |      |      |      |      |      |      |      |      |      |      |      |      |      |      |      |      | •    | •    |
| Esgrima               | •    | •    | •    | •    | •    | •    | •    | •    | •    | •    | •    | •    | •    | •    | •    | •    | •    | •    | •    | •    |
| Esqui aquático        |      |      |      |      |      |      |      |      |      |      |      | •    | •    | •    | •    | •    | •    | •    | •    | •    |
| Fisiculturismo        |      |      |      |      |      |      |      |      |      |      |      |      |      |      |      |      |      | •    |      |      |
| Futebol               | •    | •    | •    | •    | •    | •    | •    | •    | •    | •    | •    | •    | •    | •    | •    | •    | •    | •    | •    | •    |
| Futsal                |      |      |      |      |      |      |      |      |      |      |      |      |      |      | •    |      |      |      |      |      |
| Golfe                 |      |      |      |      |      |      |      |      |      |      |      |      |      |      |      |      | •    | •    | •    | •    |
| Ginástica             | •    | •    | •    | •    | •    | •    | •    | •    | •    | •    | •    | •    | •    | •    | •    | •    | •    | •    | •    | •    |
| Handebol              |      |      |      |      |      |      |      |      |      | •    | •    | •    | •    | •    | •    | •    | •    | •    | •    | •    |
| Hipismo               | •    | •    | •    | •    | •    | •    | •    | •    | •    | •    | •    | •    | •    | •    | •    | •    | •    | •    | •    | •    |
| Hóquei sobre grama    |      |      |      |      | •    | •    | •    | •    | •    | •    | •    | •    | •    | •    | •    | •    | •    | •    | •    | •    |
| Hóquei sobre patins   |      |      |      |      |      |      |      | •    |      | •    | •    | •    | •    | •    |      |      |      |      |      |      |
| Judô                  |      |      |      | •    | •    | •    | •    | •    | •    | •    | •    | •    | •    | •    | •    | •    | •    | •    | •    | •    |
| Levantamento de peso  | •    | •    | •    | •    | •    | •    | •    | •    | •    | •    | •    | •    | •    | •    | •    | •    | •    | •    | •    | •    |
| Lutas                 | •    | •    | •    | •    | •    | •    | •    | •    | •    | •    | •    | •    | •    | •    | •    | •    | •    | •    | •    | •    |
| Natação artística     |      | •    |      | •    | •    | •    | •    | •    | •    | •    | •    | •    | •    | •    | •    | •    | •    | •    | •    | •    |
| Natação               | •    | •    | •    | •    | •    | •    | •    | •    | •    | •    | •    | •    | •    | •    | •    | •    | •    | •    | •    | •    |
| Patinação sobre rodas |      |      |      |      |      |      |      | •    |      | •    | •    | •    | •    | •    | •    | •    | •    | •    | •    | •    |
| Pelota basca          |      |      |      |      |      |      |      |      |      |      |      | •    |      | •    |      | •    |      | •    | •    | •    |
| Pentatlo moderno      | •    | •    | •    | •    |      |      |      |      |      | •    | •    | •    | •    | •    | •    | •    | •    | •    | •    | •    |
| Polo                  | •    |      |      |      |      |      |      |      |      |      |      |      |      |      |      |      |      |      |      |      |
| Polo aquático         | •    | •    | •    | •    | •    | •    | •    | •    | •    | •    | •    | •    | •    | •    | •    | •    | •    | •    | •    | •    |
| Raquetebol            |      |      |      |      |      |      |      |      |      |      |      | •    | •    | •    |      | •    | •    | •    | •    | •    |
| Remo                  | •    | •    | •    | •    | •    | •    | •    | •    | •    | •    | •    | •    | •    | •    | •    | •    | •    | •    | •    | •    |
| Rúgbi                 |      |      |      |      |      |      |      |      |      |      |      |      |      |      |      | •    | •    | •    | •    | •    |
| Saltos ornamentais    | •    | •    | •    | •    | •    | •    | •    | •    | •    | •    | •    | •    | •    | •    | •    | •    | •    | •    | •    | •    |
| Sambo                 |      |      |      |      |      |      |      |      | •    |      |      |      |      |      |      |      |      |      |      |      |
| Skate                 |      |      |      |      |      |      |      |      |      |      |      |      |      |      |      |      |      |      | •    | •    |
| Softbol               |      |      |      |      |      |      | •    | •    | •    | •    | •    | •    | •    | •    | •    | •    | •    | •    | •    | •    |
| Squash                |      |      |      |      |      |      |      |      |      |      |      | •    | •    | •    | •    | •    | •    | •    | •    | •    |
| Surfe                 |      |      |      |      |      |      |      |      |      |      |      |      |      |      |      |      |      | •    | •    | •    |
| Taekwondo             |      |      |      |      |      |      |      |      |      | •    | •    | •    | •    | •    | •    | •    | •    | •    | •    | •    |
| Tênis                 | •    | •    | •    | •    | •    |      | •    | •    | •    | •    | •    | •    | •    | •    | •    | •    | •    | •    | •    | •    |
| Tênis de mesa         |      |      |      |      |      |      |      | •    | •    | •    | •    | •    | •    | •    | •    | •    | •    | •    | •    | •    |
| Tiro com arco         |      |      |      |      |      |      |      | •    | •    | •    | •    | •    | •    | •    | •    | •    | •    | •    | •    | •    |
| Tiro esportivo        | •    | •    | •    | •    | •    | •    | •    | •    | •    | •    | •    | •    | •    | •    | •    | •    | •    | •    | •    | •    |
| Triatlo               |      |      |      |      |      |      |      |      |      |      |      | •    | •    | •    | •    | •    | •    | •    | •    | •    |
| Vela                  | •    |      | •    | •    | •    | •    | •    | •    | •    | •    | •    | •    | •    | •    | •    | •    | •    | •    | •    | •    |
| Voleibol              |      | •    | •    | •    | •    | •    | •    | •    | •    | •    | •    | •    | •    | •    | •    | •    | •    | •    | •    | •    |
| Voleibol de praia     |      |      |      |      |      |      |      |      |      |      |      |      | •    | •    | •    | •    | •    | •    | •    | •    |

## Quadro geral de medalhas
Atualizado após a edição de Santiago 2023
| Ordem | País                     | Medalha de ouro | Medalha de prata | Medalha de bronze |       |
| ----- | ------------------------ | --------------- | ---------------- | ----------------- | ----- |
| 1     | USA Estados Unidos       | 2 188           | 1 617            | 1 194             | 4 999 |
| 2     | CUB Cuba                 | 938             | 642              | 613               | 2 193 |
| 3     | CAN Canadá               | 537             | 776              | 918               | 2 231 |
| 4     | BRA Brasil               | 450             | 475              | 657               | 1 582 |
| 5     | ARG Argentina            | 343             | 391              | 501               | 1 235 |
| 6     | MEX México               | 310             | 362              | 617               | 1 289 |
| 7     | COL Colômbia             | 165             | 208              | 296               | 669   |
| 8     | VEN Venezuela            | 110             | 235              | 317               | 662   |
| 9     | CHI Chile                | 69              | 141              | 205               | 415   |
| 10    | DOM República Dominicana | 47              | 83               | 146               | 276   |

### Doping
Entre os casos de doping já registrados nas edições, o de 1983 contabilizou dezenove casos, a maioria por anabolizantes. Anteriormente, doze norte-americanos desistiram de competir e posteriormente, dos dezenove competidores, dez haviam conquistado medalhas e as perderam. Dentre todos os esportes, o levantamento de peso e o atletismo são os que mais contabilizam casos, em um total de 51 até a edição de Santo Domingo em 2003. Entre os brasileiros, até a edição de 2007, nenhum caso fora registrado em Pan. Neles, contudo, a Panam Sports confirmou que os exames antidoping da nadadora Rebeca Gusmão e do halterofilista Fabrício Mafra indicaram resultados analíticos adversos. Como resultado, ambos perderam suas medalhas.